# Championnat d'Allemagne féminin de football 2000-2001
Navigation
Édition précédente Édition suivante
La Frauen-Bundesliga 2000-2001 est la 28e édition du championnat d'Allemagne féminin de football.
Le premier niveau du championnat féminin oppose douze clubs allemands en une série de vingt-deux rencontres jouées durant la saison de football. La compétition débute le 15 octobre 2000 et s'achève le 10 juin 2001.
La première place du championnat est qualificative pour la Coupe féminine de l'UEFA alors que les deux dernières places sont synonymes de relégation en Regionalliga.
Lors de l'exercice précédent, le Bayern Munich et le FFC Heike Rheine ont gagné le droit d'évoluer dans cette compétition après avoir fini premier de leur groupe des phases finales de Regionalliga.
À l'issue de la saison, le FFC Francfort décroche le deuxième titre de champion d'Allemagne de son histoire. Dans le bas du classement les deux clubs devant être relégués sont repêchés à la suite du retrait du FFC Flaesheim-Hillen (en) et du refus de licence pour le Sportfreunde Siegen.
| \| SC Bad Neuenahr Bayern Munich FFC Brauweiler Pulheim FCR Duisbourg FFC Flaesheim-Hillen (en) FFC Francfort FSV Francfort FFC Heike Rheine FC Sarrebruck Sportfreunde Siegen FFC Turbine Potsdam WSV Wolfsburg \| Localisation des clubs engagés dans le championnat. |
| SC Bad Neuenahr Bayern Munich FFC Brauweiler Pulheim FCR Duisbourg FFC Flaesheim-Hillen (en) FFC Francfort FSV Francfort FFC Heike Rheine FC Sarrebruck Sportfreunde Siegen FFC Turbine Potsdam WSV Wolfsburg                                                           |

## Participants
Ce tableau présente les douze équipes qualifiées pour disputer le championnat 2000-2001. On y trouve le nom des clubs, la date de création du club, l'année de la dernière montée au sein de l'élite, leur classement de la saison précédente, le nom des stades ainsi que la capacité de ces derniers.
Légende des couleurs
- Champion de 1. Frauen-Bundesliga la saison précédente.
- Promu de Regionalliga.

| Nom du club               | Date de création | Dernière montée | Cls 2000 | Stade                      | Capacité | Nb T. |
| ------------------------- | ---------------- | --------------- | -------- | -------------------------- | -------- | ----- |
| FCR Duisbourg             | 1977             | 1993            | 1        | PCC-Stadion                | 3 000    | 1     |
| FFC Francfort             | 1973             | 1990            | 2        | Stadion am Brentanobad     | 5 200    | 1     |
| Sportfreunde Siegen       | 1971             | 1990            | 3        | Leimbachstadion            | -        | 6     |
| FFC Turbine Potsdam       | 1971             | 1994            | 4        | Karl-Liebknecht-Stadion    | 10 499   | /     |
| FFC Brauweiler Pulheim    | 1974             | 1991            | 5        | Stade inconnu              | -        | 1     |
| SC Bad Neuenahr           | 1907             | 1997            | 6        | Apollinarisstadion         | 4 580    | 1     |
| WSV Wolfsburg             | 1973             | 1998            | 7        | VfL-Stadion am Elsterweg   | 17 600   | /     |
| FFC Flaesheim-Hillen (en) | -                | 1999            | 8        | Stade inconnu              | -        | /     |
| FSV Francfort             | 1970             | 1990            | 9        | Stadion am Bornheimer Hang | 12 500   | 3     |
| FC Sarrebruck             | 1990             | 1990            | 10       | Stadion Kieselhumes        | 6 000    | /     |
| Bayern Munich             | 1970             | 2000            | Reg.     | Sportpark Aschheim         | 3 000    | 1     |
| FFC Heike Rheine          | 1986             | 2000            | Reg.     | Jahnstadion                | 4 009    | /     |

## Compétition

### Classement
Le classement est calculé avec le barème de points suivant : une victoire vaut trois points, le match nul un et la défaite zéro.
Les critères utilisés pour départager en cas d'égalité au classement sont les suivants :
1. différence entre les buts marqués et les buts concédés sur la totalité des matchs joués dans le championnat ;
2. plus grand nombre de buts marqués sur la totalité des matchs joués dans le championnat.

| Rang | Équipe                    | Pts | J  | G  | N | P  | Bp | Bc | Diff |
| ---- | ------------------------- | --- | -- | -- | - | -- | -- | -- | ---- |
| 1    | FFC Francfort C           | 54  | 22 | 17 | 3 | 2  | 81 | 17 | +64  |
| 2    | FFC Turbine Potsdam       | 44  | 22 | 13 | 5 | 4  | 63 | 17 | +46  |
| 3    | FCR Duisbourg T           | 40  | 22 | 12 | 4 | 6  | 43 | 39 | +4   |
| 4    | FFC Brauweiler Pulheim    | 37  | 22 | 12 | 1 | 9  | 56 | 32 | +24  |
| 5    | FFC Flaesheim-Hillen (en) | 33  | 22 | 9  | 6 | 7  | 30 | 25 | +5   |
| 6    | Bayern Munich P           | 33  | 22 | 10 | 3 | 9  | 45 | 52 | -7   |
| 7    | FSV Francfort             | 28  | 22 | 7  | 7 | 8  | 28 | 37 | -9   |
| 8    | Sportfreunde Siegen       | 26  | 22 | 7  | 5 | 10 | 28 | 46 | -18  |
| 9    | SC Bad Neuenahr           | 26  | 22 | 7  | 5 | 10 | 36 | 55 | -19  |
| 10   | WSV Wolfsburg             | 20  | 22 | 5  | 5 | 12 | 30 | 48 | -18  |
| 11   | FFC Heike Rheine P        | 20  | 22 | 5  | 5 | 12 | 28 | 52 | -24  |
| 12   | FC Sarrebruck             | 9   | 22 | 2  | 3 | 17 | 18 | 66 | -48  |

| Légende : | Légende : |
| --------- | --- |
|           | Qualifié pour la Coupe féminine de l'UEFA 2001-2002 (Phase de groupes). |
|           | Relégué en Regionalliga. |
|           | Rétrogradé administrativement. |
|           | T Tenant du titre. P Promu de Regionalliga. C Vainqueur de la DFB-Pokal Frauen 2000-2001. Pts points ; G victoires ; N matchs nuls ; P défaites Bp buts marqués ; Bc buts encaissés ; Diff différence de buts |

### Résultats
| Résultats (▼dom., ►ext.)                                   | Bad | ByM | Bra | Dui | Fla | Fra | Fra | Hei | Sar | Sie | Tur | Wol |
| SC Bad Neuenahr                                            |     | 5-5 | 1-0 | 3-2 | 0-0 | 1-6 | 3-1 | 1-2 | 0-0 | 0-1 | 5-2 | 1-2 |
| Bayern Munich                                              | 4-2 |     | 3-5 | 3-4 | 1-3 | 0-5 | 1-2 | 1-1 | 2-1 | 4-1 | 2-1 | 2-1 |
| FFC Brauweiler Pulheim                                     | 5-1 | 0-1 |     | 2-3 | 1-0 | 5-2 | 0-1 | 6-1 | 3-0 | 2-1 | 0-2 | 1-1 |
| FCR Duisbourg                                              | 2-2 | 3-1 | 0-7 |     | 2-1 | 0-2 | 2-1 | 3-2 | 7-1 | 1-4 | 1-0 | 0-0 |
| FFC Flaesheim-Hillen (en)                                  | 0-1 | 1-4 | 1-0 | 2-1 |     | 3-3 | 1-1 | 3-0 | 3-0 | 0-0 | 0-0 | 3-0 |
| FFC Francfort                                              | 5-0 | 5-0 | 5-1 | 4-0 | 2-0 |     | 3-0 | 3-1 | 3-0 | 2-2 | 0-2 | 6-0 |
| FSV Francfort                                              | 3-2 | 1-1 | 1-7 | 0-2 | 3-1 | 1-3 |     | 1-3 | 5-1 | 1-0 | 1-3 | 1-1 |
| FFC Heike Rheine                                           | 1-1 | 3-2 | 1-4 | 1-3 | 1-1 | 0-4 | 1-1 |     | 3-2 | 2-1 | 1-1 | 2-5 |
| FC Sarrebruck                                              | 2-4 | 0-1 | 2-3 | 0-3 | 2-4 | 0-7 | 0-0 | 3-1 |     | 2-3 | 0-4 | 2-1 |
| Sportfreunde Siegen                                        | 1-2 | 2-3 | 0-2 | 0-0 | 2-0 | 0-6 | 1-1 | 2-0 | 3-0 |     | 0-6 | 2-2 |
| FFC Turbine Potsdam                                        | 7-0 | 4-1 | 2-0 | 1-1 | 0-1 | 1-1 | 1-1 | 2-0 | 6-0 | 9-0 |     | 5-0 |
| WSV Wolfsburg                                              | 4-1 | 2-3 | 3-2 | 2-3 | 1-2 | 0-4 | 0-1 | 2-1 | 0-0 | 1-2 | 2-4 |     |
| - Victoire à domicile - Match nul - Victoire à l'extérieur |     |     |     |     |     |     |     |     |     |     |     |     |

## Bilan de la saison
| Championnat d'Allemagne féminin de football 2000-2001 |                           |
| Champion                                              | FFC Francfort (2e titre)  |
| Dauphin                                               | FFC Turbine Potsdam       |
| Coupes et trophées                                    |                           |
| Vainqueur DFB-Pokal Frauen 2000-2001                  | FFC Francfort             |
| Qualifications continentales                          |                           |
| Coupe féminine de l'UEFA 2001-2002                    | FFC Francfort             |
| Promotions et relégations                             |                           |
| Promus en Frauen-Bundesliga                           | SC Fribourg               |
| Promus en Frauen-Bundesliga                           | Hambourg SV               |
| Relégués en Regionalliga                              | FFC Flaesheim-Hillen (en) |
| Relégués en Regionalliga                              | Sportfreunde Siegen       |

## Statistiques
| Cls | Joueuse          | Club                   | Buts |
| --- | ---------------- | ---------------------- | ---- |
| 1   | Birgit Prinz     | FFC Francfort          | 24   |
| 2   | Conny Pohlers    | FFC Turbine Potsdam    | 23   |
| 3   | Claudia Müller   | WSV Wolfsburg          | 18   |
| 4   | Martina Müller   | SC Bad Neuenahr        | 17   |
| 5   | Inka Grings      | FCR Duisbourg          | 16   |
| 5   | Jennifer Meier   | FFC Francfort          | 16   |
| 7   | Petra Unterbrink | FFC Brauweiler Pulheim | 15   |
| 8   | Petra Wimbersky  | Bayern Munich          | 13   |
| 9   | Renate Lingor    | FFC Francfort          | 12   |
| 10  | Patrizia Barucha | FSV Francfort          | 11   |